# Olivine Point
Der Olivine Point (englisch, in Argentinien Punta Olivina) ist die südliche Landspitze einer Halbinsel am Ostrand der Iceberg Bay an der Südküste von Coronation Island im Archipel der Südlichen Orkneyinseln.
Der Falkland Islands Dependencies Survey nahm im Anschluss an eine von 1948 bis 1949 dauernden Vermessung die Benennung vor. Namensgebend sind die nördlich der Landspitze zu findenden Dykes aus Olivin.